# Championnats du monde de triathlon en relais mixte 2024
Navigation
Édition précédente Édition suivante
Les championnats du monde de relais mixte 2024 de la World Triathlon se tiennent à Hambourg en Allemagne le 14 juillet 2024. Compétition créée en 2009. Le titre se joue sur une épreuve unique qui se déroule lors d'une étape des séries mondiales de triathlon (WTCS) 2024.

## Résultat
Classement général du championnat du monde 2024.
| Rang               | Équipe | Temps           |
| ------------------ | --- | --------------- |
| Médaille d'or      | Allemagne | 1 h 19 min 53 s |
| Médaille d'or      | - Henry Graf 0 h 18 min 36 s - Lisa Tertsch 0 h 20 min 49 s - Lasse Lührs 0 h 19 min 10 s - Annika Koch 0 h 21 min 19 s                                                  | 1 h 19 min 53 s |
| Médaille d'argent  | Suisse | 1 h 20 min 1 s  |
| Médaille d'argent  | - Max Studer 0 h 18 min 38 s - Julie Derron 0 h 20 min 51 s - Simon Westermann 0 h 19 min 8 s - Cathia Schär 0 h 21 min 26 s                                             | 1 h 20 min 1 s  |
| Médaille de bronze | Nouvelle-Zélande | 1 h 20 min 4 s  |
| Médaille de bronze | - Tayler Reid 0 h 18 min 36 s - Ainsley Thorpe 0 h 21 min 0 s - Dylan McCullough 0 h 18 min 59 s - Nicole Van Der Kaay 0 h 21 min 30 s                                   | 1 h 20 min 4 s  |
| 4                  | Royaume-Uni | 1 h 20 min 33 s |
| 4                  | - Max Stapley 0 h 18 min 39 s - Olivia Mathias 0 h 20 min 54 s - Samuel Dickinson 0 h 19 min 10 s - Vicky Holland 0 h 21 min 52 s                                        | 1 h 20 min 33 s |
| 5                  | Belgique | 1 h 21 min 41 s |
| 5                  | - Jelle Geens 0 h 18 min 36 s - Claire Michel 0 h 21 min 21 s - Arnaud Mengal 0 h 20 min 0 s - Jolien Vermeylen 0 h 21 min 45 s                                          | 1 h 21 min 41 s |
| 6                  | Pays-Bas | 1 h 21 min 42 s |
| 6                  | - Mitch Kolkman 0 h 18 min 38 s - Maya Kingma 0 h 20 min 52 s - Niels Van Lanen 0 h 20 min 17 s - Rachel Klamer 0 h 21 min 57 s                                          | 1 h 21 min 42 s |
| 7                  | Italie | 1 h 21 min 42 s |
| 7                  | - Gianluca Pozzatti 0 h 18 min 37 s - Alice Betto 0 h 21 min 22 s - Alessio Crocia 0 h 19 min 26 s - Verena Steinhauser 0 h 22 min 19 s                                  | 1 h 21 min 42 s |
| 8                  | Hongrie | 1 h 22 min 42 s |
| 8                  | - Gábor Faldum 0 h 19 min 20 s - Zsanett Kuttor-Bragmayer 0 h 21 min 20 s - Márk Dévay 0 h 19 min 31 s - Karolina Helga Horváth 0 h 22 min 31 s                          | 1 h 22 min 42 s |
| 9                  | États-Unis | 1 h 23 min 14 s |
| 9                  | - Morgan Pearson 0 h 19 min 2 s - Katie Zaferes 0 h 21 min 34 s - John Reed 0 h 19 min 56 s - Erika Ackerlund 0 h 22 min 44 s                                            | 1 h 23 min 14 s |
| 10                 | Canada | 1 h 23 min 54 s |
| 10                 | - Brock Hoel 0 h 19 min 18 s - Sophia Howell 0 h 21 min 48 s - Daniel Damian 0 h 20 min 32 s - Desirae Ridenour 0 h 22 min 18 s                                          | 1 h 23 min 54 s |
| 11                 | Australie | 1 h 23 min 57 s |
| 11                 | - Callum McClusky 0 h 19 min 43 s - Natalie Van Coevorden 0 h 21 min 47 s - Brandon Copeland 0 h 20 min 1 s - Charlotte McShane 0 h 22 min 28 s                          | 1 h 23 min 57 s |
| 12                 | Autriche | 1 h 24 min 6 s  |
| 12                 | - Martin Demuth 0 h 19 min 21 s - Therese Feuersinger 0 h 21 min 35 s - Jan Bader 0 h 20 min 8 s - Lisa Perterer 0 h 23 min 4 s                                          | 1 h 24 min 6 s  |
| 13                 | Danemark | 1 h 25 min 30 s |
| 13                 | - Emil Holm 0 h 19 min 43 s - Alberte Kjær Pedersen 0 h 21 min 41 s - Oscar Gladney Rundqvist 0 h 20 min 27 s - Clara Carlquist 0 h 23 min 41 s                          | 1 h 25 min 30 s |
| 14                 | Espagne | 1 h 25 min 35 s |
| 14                 | - Vicente Hernandez 0 h 20 min 24 s - Marta Pintanel Raymundo 0 h 22 min 29 s - David Cantero Del Campo 0 h 20 min 11 s - Noelia Juan 0 h 22 min 32 s                    | 1 h 25 min 35 s |
| 15                 | Japon | 1 h 25 min 45 s |
| 15                 | - Takumi Hojo 0 h 19 min 15 s - Miyu Sakai 0 h 22 min 22 s - Aoba Yasumatsu 0 h 20 min 43 s - Yuka Sato 0 h 23 min 26 s                                                  | 1 h 25 min 45 s |
| 16                 | Tchéquie | 1 h 26 min 24 s |
| 16                 | - Filip Michálek 0 h 19 min 37 s - Tereza Zimovjanová 0 h 22 min 10 s - Tomáš Zikmund 0 h 20 min 34 s - Alžběta Hrušková 0 h 24 min 5 s                                  | 1 h 26 min 24 s |
| DNS                | Portugal | 0 h 0 min 0 s   |
| DNS                | - João Nuno Batista 0 h 0 min 0 s - Melanie Santos 0 h 0 min 0 s - Vasco Vilaça 0 h 0 min 0 s - Madalena Amaral Almeida 0 h 0 min 0 s                                    | 0 h 0 min 0 s   |
| LAP                | Norvège | 0 h 0 min 0 s   |
| LAP                | - Casper Stornes 0 h 18 min 36 s - Pernille Rønnevik 0 h 24 min 6 s - Eirik Berling Grande 0 h 20 min 23 s - Maren Sandqvist Bjorli 0 h 0 min 0 s                        | 0 h 0 min 0 s   |
| LAP                | Mexique | 0 h 0 min 0 s   |
| LAP                | - Erik Yamir Ramos Croda 0 h 20 min 40 s - Mercedes Romero Orozco 0 h 22 min 8 s - Yael Vladimir González Melendez 0 h 20 min 42 s - Marcela Alvarez Solis 0 h 0 min 0 s | 0 h 0 min 0 s   |